# 7Cs COMPASS MODEL
7Cs COMPASS MODEL（ナナシー・コンパスモデル）は、「共生マーケティング」のフレームワークの一つで、マーケティングミックス要因を7つのC (Corporation, Commodity, Cost, Communication, Channel, Consumer, Circumstances) とコンパスのNWSE (Consumer: Needs, Wants, Security, Education, Circumstances: National and International, Weather, Social and Cultural, Economic) で説明するというもの。
発想の出発点は1972年度の早稲田大学の修士論文に清水公一によってに書かれたマーケティングミックスの4Cである。その後7Cs Compass Modelに発展し、1979年に日本商業学会で発表され、1981年に日経広告研究所報80号にコ・マーケティングのフレームワークとして位置づけられた。提唱された当時は高度成長時代であり、関心を持つ人は殆どいなかったが、共生時代の今日になって急浮上してきた。
7Cs COMPASS MODEL はウィキペディア他言語版（英、独、仏、西、中、韓、タイ語、クメール語（カンボジア）、アラビア語、マジャール語（ハンガリー）、チェコ語、ポーランド語）でも「マーケティングミックス」の中で3番目のモデルとして掲載されている。今日、アメリカ、中国、韓国、台湾でも7Cs COMPASS MODELを紹介した書物が読まれ、関心を持たれている。日本でもある菓子メーカーの副会長は講演で、これからは4Pよりもこのモデルの中心を成す4C（commodity、cost、channel、communication）が重要であると言っている。アメリカ等ではブライアン・ソリス等がこのモデルを引用紹介している。

## 概要
経済の低成長時代においては、売上げと利益を最優先するのではなく7つのCとコンパスの針が示す4方位（NWSE）で始まるキーワードを遂行することで「信頼」を得れば、利益は後からついてくるという経営哲学に基づいたマーケティング・モデルである。このモデルは4重の同心円からなり、中心に企業があり、2番目の円が4等分され4Cが配置されている。その外側に消費者、一番外側に外部環境がある。そして、消費者と外部環境にはそれぞれコンパスの針が4方位を指し、針の先にN,W,S,Eと表示してある。
7Cs COMPASS MODEL (図参照 Courtesy: © Koichi Shimizu)
- 第1C：同心円の中心には、マーケティング活動の当事者としてのCorporation（企業、団体）があり、C-O-Sつまり、Competitor（競合他社）、Organization（組織）、Stakeholder（株主や愛顧顧客といった利害関係者）を踏まえて共生マーケティングを遂行する。企業目標は信頼を利益に優先させ、共生と競争を調和させること。
- 第2C～第5C（4C）：その外周には4等分されたマーケティングミックスの4Cがある。
  - Commodity（商品：ラテン語で「共に便利な」「共に快適な」の意味があることから消費者と共に創る「共創商品やサービス」。造って売り出すというProduct outではなく、消費者から出発するoutside in型商品も含めた共創(Co-creatioｎ)商品やサービス。だから信頼が得られる。2010年に流行ったコモディティ化（Commoditization）によって「コモディティ」は単なる日用品から一般商品へとその意味を拡大した。
  - Cost（トータルマーケティングコスト）値段（Price）だけでは狭い。生産コスト、販売コスト、そして広くは地球環境コストも含める。
  - Channel（流通経路）場所（place）より、運河canal)から来た、チャネルのほうが、メーカー・卸・小売のダイナミックな流れで「繋ぐ」を表している。ネットとリアルの融合もチャネルなら説明できる。
  - Communication（コミュニケーション、マーケティング・コミュニケーション）広告のホリスティック・アプローチから見ても「広告はコミュニケーション」というのが広告の立場。コミュニケーションであればIMCをマーケティングミックスに位置づけることができる。マーケティングの立場で使っている4PのPromotionでは売るためのメッセージといった狭い意味になってしまう。マーケティングコミュニケーションには広告、販売促進、パブリシティ、PR，CＩ，ダイレクトマーケティング、企業内コミュニケーション、IMC,SNS等がある。
- 第6C：その外側にConsumer（消費者、生活者）が企業活動を見張る形で存在し、さらにその外側には企業にとって統制不可能な第7のC、Circumstances（外部環境）がある。これらはそれぞれ4方位を示すコンパスの針N.W.S.Eで始まるキーワードで考慮要件を示している。消費者へのコンパス、NWSEは、
  - N＝Needs（必要性）人々の生活に無くてはならないもの（コトラー）
  - W＝Wants（欲求）文化を背景として、個人が欲しいと思っているもの（コトラー）
  - S＝Security（安全性）安全な商品を、安全に造って、安全に使ってもらうようにしなければならない。特に偽装問題のある食品業界や欠陥部品の出る自動車業界では必要。マズローのニーズの第2段階もsafetyである。これを遂行することで信頼が得られる。
  - E＝Education（消費者教育、情報提供）企業と消費者の商品知識の差である「情報の非対称性」の縮小のために必要。
- 第7C：外部環境のコンパス、NWSEは、
  - N＝National and International（国の政治的・法律的・倫理的環境および国際環境）
  - W＝Weather（気象、自然環境）今や気候変動は国連のSDGｓの重要課題である。これは他のマーケティング・ミックス・モデルには無い。
  - S＝Social and Cultural（社会、福祉および文化的環境）宗教、ソーシャルメディア
  - E＝Economic（経済環境）景気変動や物価、賃金といった経済問題は企業にとって最も重要な外部環境である。

以上の7Cs COMPASS MODELは、"con,com,co"つまり「共に」で始まるキーワードで組み立てられており、これら7つのCを足すと、「信頼」（Confidence）が得られ、成功するというもので、これは企業の社会的責任（CSR）や顧客満足（CS）を重視する共生マーケティングのチェックリストとして今日利用できる。このモデルの中心となる4C理論は、このモデルの20年後にノースカロライナ大学のロバート・ローターボーン（1993）も、IMCをマーケティングミックスに位置づけるために別の形（Consumer, Cost, Communication, Convenience）であるが提唱している。７Cs Compass Modelは国連で決めたSDGｓにも対応している共創推進モデルである。